# Pediatric Obesity
Pediatric Obesity, precedentemente nota come International Journal of Pediatric Obesity, è una rivista medica sottoposta a revisione paritaria che si occupa di ricerche su tutti gli aspetti dell'obesità infantile e adolescenziale.
Il caporedattore è Michael Goran (Keck School of Medicine, Università del Sud California). La rivista è una delle tre pubblicate da Wiley-Blackwell per conto dell'International Association for the Study of Obesity.
La rivista è stata fondata nel 2005 e pubblica in modalità di accesso aperto ibrido.
Al 2024, il fattore di impatto è stato 2.7 e si è posizionata nel primo quartile della categoria "Peditria".